# Trachischium tenuiceps
Trachischium tenuiceps (Blyth, 1854) è un rettile della famiglia Colubridae, diffuso in Asia meridionale e in Tibet.

## Descrizione
Il dorso è nero iridescente mentre il ventre è giallastro, a volte tendente al bianco. La testa è conica e stretta.
Gli adulti possono raggiungere una lunghezza totale di 35 cm, di cui 5 cm è la coda.

### Squamatura
Le squame dorsali sono lisce e disposte in 13 file, con i maschi che hanno squame dorsali carenate nella regione anale; hanno da 134 a 138 squame ventrali e da 34 a 39 squame subcaudali; quella anale è divisa.

## Biologia

### Riproduzione
Questa specie è ovipara.

## Distribuzione e habitat
T. tenuiceps abita l'ecozona indomalese e paleartica.
Il suo habitat include la pineta subtropicale dell'Himalaya e i prati e arbusteti alpini dell'Himalaya orientale.
Questi territori si estendono in Bangladesh, Bhutan, India nord-orientale (Darjeeling, Sikkim, Arunachal Pradesh, Mokto, distretto di Bomdir - Tawang), Nepal e Tibet.

## Tassonomia
Questa specie è riconosciuta anche con i seguenti sinonimi:
- Ablabes tenuiceps (Günther, 1864)
- Calamaria tenuiceps (Blyth, 1854)
- Trachischium tenuiceps (Boulenger, 1890)

## Conservazione
Questa specie non è stata valutata dalla IUCN.